# Magnum Light Phaser

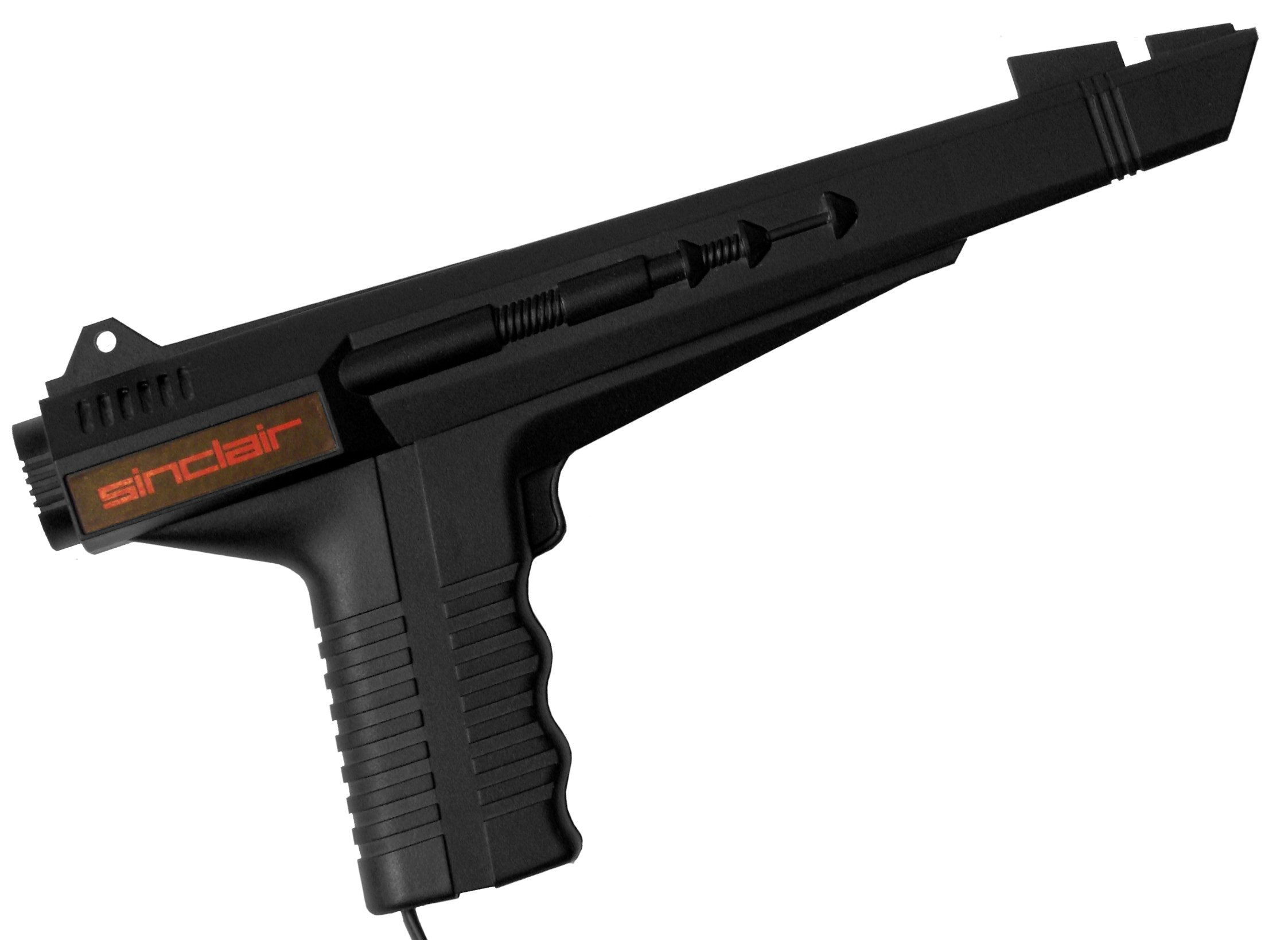
Magnum Light Phaser para ZX Spectrum.

La Magnum Light Phaser es una pistola de luz creada en 1987 para el computador ZX Spectrum. Se lanzó una versión también para el Commodore 64 y para el Amstrad CPC. Fue el último periférico de videojuegos lanzado por Amstrad. La Sinclair Magnum Light Phaser, en muchos aspectos se asemeja a la Light Phaser, de la consola Master System, lanzada en 1986.

## Juegos soportados
ZX Spectrum:
- Bullseye
- James Bond 007
- Missile: Ground Zero
- Operation Wolf
- Robot Attack
- Rookie
- Solar Invasion

Incluidos con la versión Commodore 64:
- Baby Blues
- Cosmic Storm
- Ghost Town
- Goosebusters
- Gunslinger
- Operation Wolf

Incluidos en el pack Lightgun Commodore 64, y compatibles con la Magnum:
- Army Days
- Bandido
- Time Traveller
- Blaze-Out